# Sminthopsis hirtipes
El ratón marsupial de pies peludos (Sminthopsis hirtipes) es una especie de marsupial dasiuromorfo de la familia Dasyuridae endémica de Australia.

## Características
Este ratón marsupial tiene pelos de color plateado en las suelas de las patas posteriores, acompañados de pelos largos en los lados de la suela. Mide de 147 a 180 mm del hocico a la cola: de 72a 85 del hocico al ano, más una cola de 75 a 95. Las orejas miden 21 mm. el peso es de  13 a 19 gramos.

## Distribución y hábitat
Esta especie habita en 3 zonas diferentes: 
- Alrededor de la Bahía de Monkey Mia Bay y de Kilbarri, en Australia Occidental

- Una extensa área donde convergen las fronteras de Australia Meridional, el Territorio del Norte y Australia Occidental

- Una pequeña área en la frontera entre el Territorio del Norte y Queensland, 100 kilómetros al norte de la frontera con Australia Meridional.

El hábitat puede ser de bosque semiárido o de sabana.